# 유럽의 유랑민

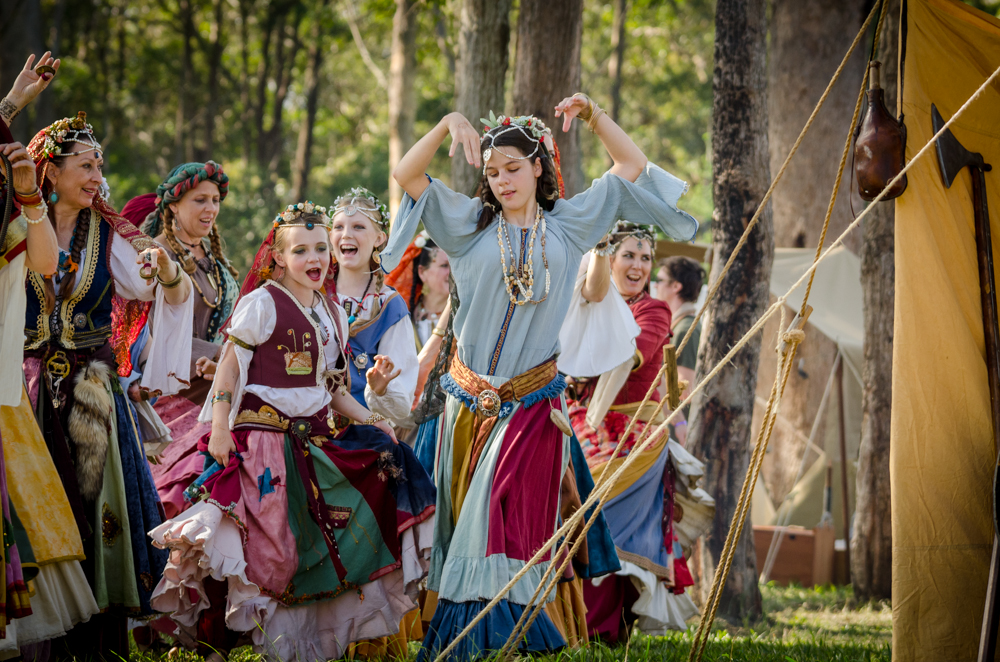
롬인 여성들

유럽에는 전통적으로 정처 없이 유랑하는 민족집단들이 다수 있는데, 이들을 "유랑민(travellers)" 또는 "집시(gypsies)"라 한다.
가장 큰 유랑민 집단은 인도 아대륙 출신의 롬인이다. 이들은 14세기-15세기 중에 유럽에 들어왔다. 두 번째로 큰 집단은 롬인의 일종인 신티인이다. 세 번째로 큰 집단은 게르만계 원주민인 예니셰인이다.
유럽 원주민 계열 유랑민들의 기원은 불분명하다. 이들은 근세 시기부터 유랑을 시작했으며, 정주민 동족들과 유전적으로는 큰 차이가 없는 것으로 대개 생각되고 있다. 하지만 아일랜드 유랑민들의 경우 일반 아일랜드인(게일인)들과 유전적인 차이가 발견되는 등, 보다 깊은 연구를 요한다.
많은 유랑민들이 고유의 언어나 방언을 구사한다. 유목민과의 차이는, 유목민들은 가축의 떼를 방목하는 것을 목적으로 유랑을 하며 그 가축이 생계 수단이지만, 유랑민들은 상업 따위 활동으로 정주민들과 상호작용하면서 생계를 유지한다는 것이다.

## 유럽 유랑민 목록
- 원주민 계열
  - 네덜란드 유랑민(Woonwagenbewoner): 1879년 인구 조사에서 처음 등장. 보트를 타고 유랑하지만 생계 수단은 공예가나 상인으로 종사하며 정주민들과 차이가 없다고 한다.
  - 노르웨이 유랑민(reisende): 노르웨이 남서부 해안을 따라 마차와 보트로 유랑한다.
  - 아일랜드 유랑민(Pavees)
  - 스코틀랜드 유랑민(Ceardannan)
  - 예니셰인(Yeniche): 독일어권과 프랑스, 왈롱 일대를 유랑. 1793년 요한 울리히 쇨의 저술에서 등장한다.
- 준유목민 계열
  - 킹키(Quinqui): 스페인의 유랑민. 16세기에 토지를 잃은 소농들의 후예라고도 하고, 기독교도들에게 박해받은 무슬림들의 후손이라고도 한다.
- 롬인(집시) 계열
  - 신티인: 중앙유럽을 유랑.
  - 타테르인: 노르웨이와 스웨덴 국경을 넘나들며 유랑. 위의 노르웨이 원주 유랑민과는 별개의 존재.
  - 가라치인: 아제르바이잔을 유랑.
  - 기타 등.

## 같이 보기
- 유럽의 유목민